# Symphyloxiphus riveti
Symphyloxiphus riveti är en insektsart som först beskrevs av Lucien Chopard 1913.  Symphyloxiphus riveti ingår i släktet Symphyloxiphus och familjen syrsor. Inga underarter finns listade i Catalogue of Life.